# 8210 NANTEN
8210 NANTEN eller 1995 EH är en asteroid i huvudbältet som upptäcktes den 5 mars 1995 av den japanska astronomen Takao Kobayashi vid Ōizumi-observatoriet. Den är uppkallad efter radioteleskopet NANTEN.
Asteroiden har en diameter på ungefär 5 kilometer.